# مدل اقتصادسنجی
مدل‌های اقتصادسنجی، مدل‌های آماری هستند که در اقتصاد سنجی مورد استفاده قرار می‌گیرند. 
یک مثال ساده از مدل اقتصادسنجی، نمونه‌ای است که فرض می‌کند مصرف ماهانه مصرف‌کنندگان به طور خطی به درآمد مصرف‌کننده در ماه قبل بستگی دارد. این مدل به شکل زیر است: 
{\displaystyle C_{t}=a+bY_{t-1}+e_{t},}

## مدل‌های پایه
- رگرسیون خطی
- مدل های خطی تعمیم یافته
- پروبیت
- لاجیت
- Tobit
- آریما
- Vector Autoregression
- همجمعی
- خطر

مشارکت‌کنندگان ویکی‌پدیای انگلیسی «». بازبینی شده در 18 اکتبر 2019.